# گئورگه کرایوونو
گئورگه کرایوونو (رومانیایی: Gheorghe Craioveanu؛ زادهٔ ۱۴ فوریهٔ ۱۹۶۸) بازیکن سابق و مربی فوتبال اهل رومانی است.
از باشگاه‌هایی که در آن بازی کرده‌است می‌توان به باشگاه فوتبال ویارئال، باشگاه فوتبال رئال سوسیداد، و باشگاه فوتبال ختافه اشاره کرد.
وی همچنین در تیم ملی فوتبال رومانی بازی کرده‌است.